# Neve Ša'anan – Jizre'elija
Neve Ša'anan – Jizre'elija (hebrejsky נווה שאנן – יזרעאליה‎) je jedna z devítí základních administrativních oblastí města Haifa v Izraeli. Je nazývána Čtvrť číslo 7. Nachází se v jihovýchodní části města, na svazích pohoří Karmel. Zahrnuje převážně hustě osídlené rezidenční oblasti. Rozděluje se na tři základní podčásti: Mordot Neve Ša'anan, Neve Ša'anan a Jizre'elija.
Populace je židovská, se nevelkou arabskou menšinou. Rozkládá se na ploše 3,03 kilometru čtverečního. V roce 2008 zde žilo 36 330 lidí. Z toho 29 470 Židů, 2 100 muslimů a 120 arabských křesťanů.